# Буделлі

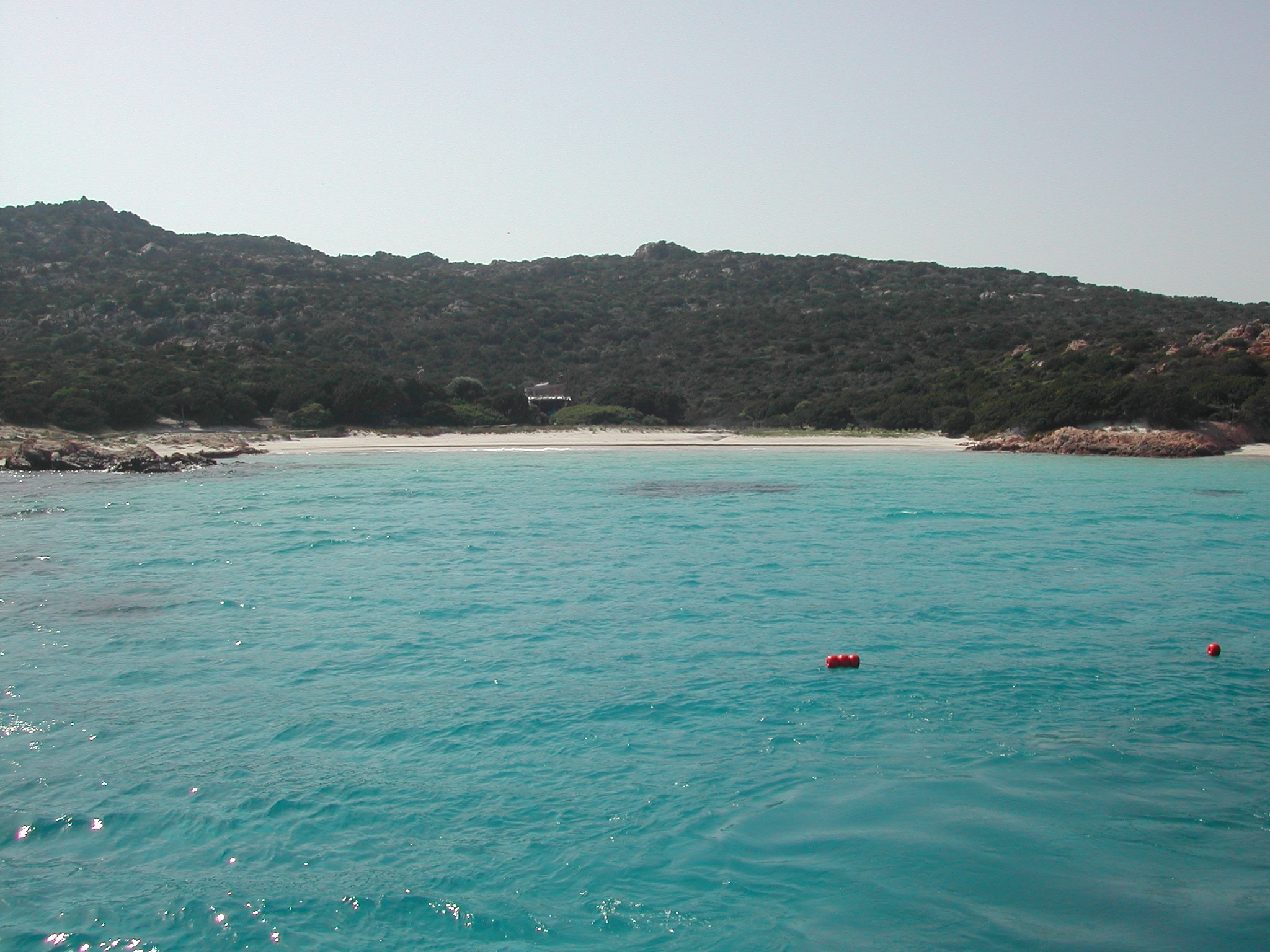
The Pink Beach in Budelli

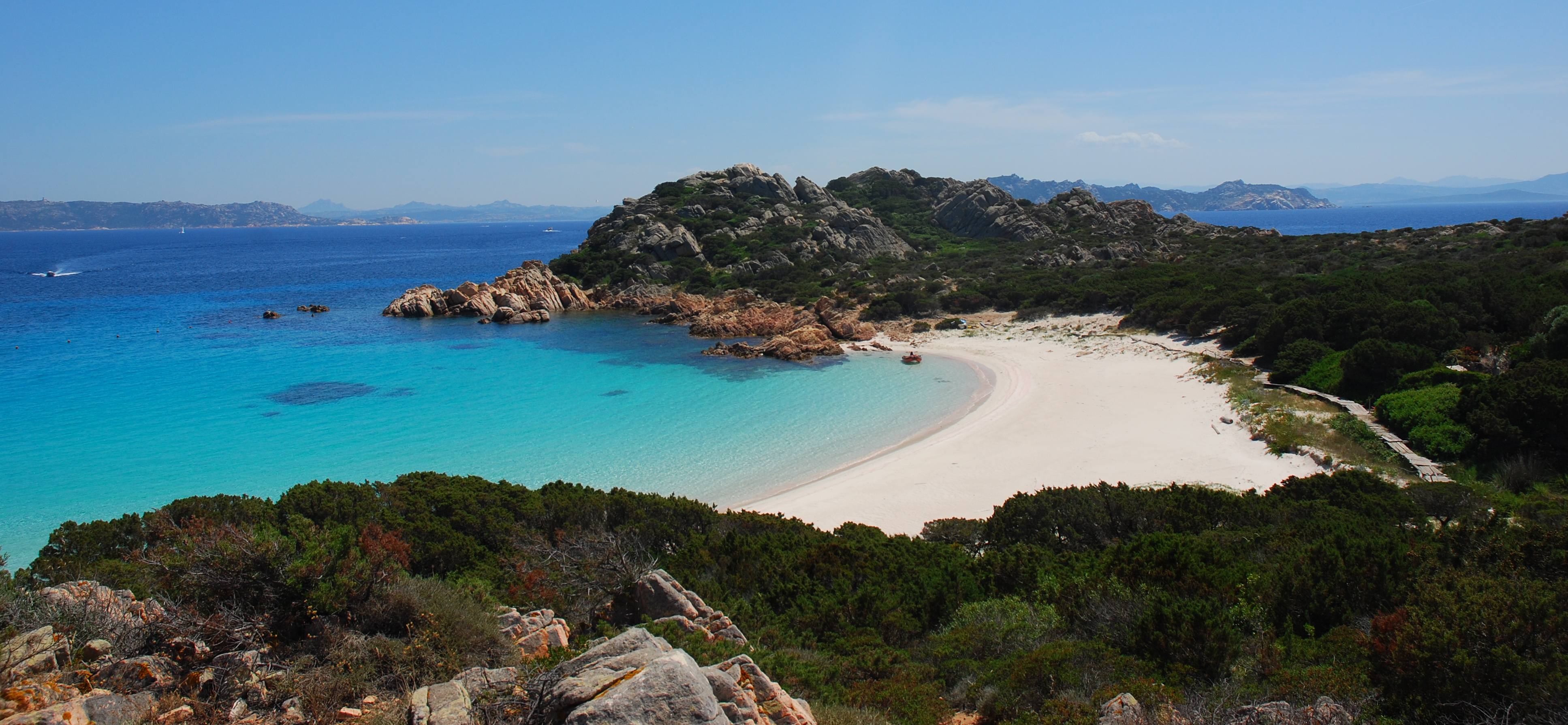

Буделли — італійський острів у складі архіпелагу Ла-Маддалена, що відноситься до муніципалітету Ла-Маддалена на північному сході Сардинії.
Острів Буделлі відноситься до національного парку архіпелагу Ла-Маддалена, його територія і акваторія відносяться до охоронюваної зони. Острів скелястий, але є пляж. Рожевий колір пляжу пояснюється крихітними осколками раковин черепашок, що складають його. На острові є лише одна невелика адміністративна будівля. Населення немає. Протягом 32 років єдиним постійним жителем острова був його доглядач Мауро Моранді. У 2021р.він був змушений покинути острів, що перейшов у власність національному парку. Площа острова становить 1,6 км кв. Частково покритий чагарником.
Острів належав до 2010 року збанкрутілій міланської компанії. У 2011 році італійський суд розпорядився виставити його на торги за стартові 4,5 мільйона євро, але покупців не знайшлося. У 2013 році відбувся другий аукціон і виграв його Майкл Гарт - новозеландський магнат, який запропонував за острів 2,9 мільйона євро. Національний парк оскаржив у суді аукціон. Після трьох років тяжб суд постановив, що спірний актив повинен бути переданий національному парку.
Пляж острова показаний у фільмі «Червона пустеля»1964 рік) Мікеланджело Антоніоні, який отримав приз "Золотий лев" Венеціанського кінофестивалю.

## Примітка
1. ↑  Man living alone on Italian island to leave after 32 years. BBC News. 26 квітня 2021. Архів оригіналу за 14 травня 2021. Процитовано 27 квітня 2021.